# Marimekko
Marimekko è un'impresa finlandese con sede a Helsinki che ha dato importanti contributi al settore industriale della moda, in particolare negli anni '60 del Novecento.

## Storia

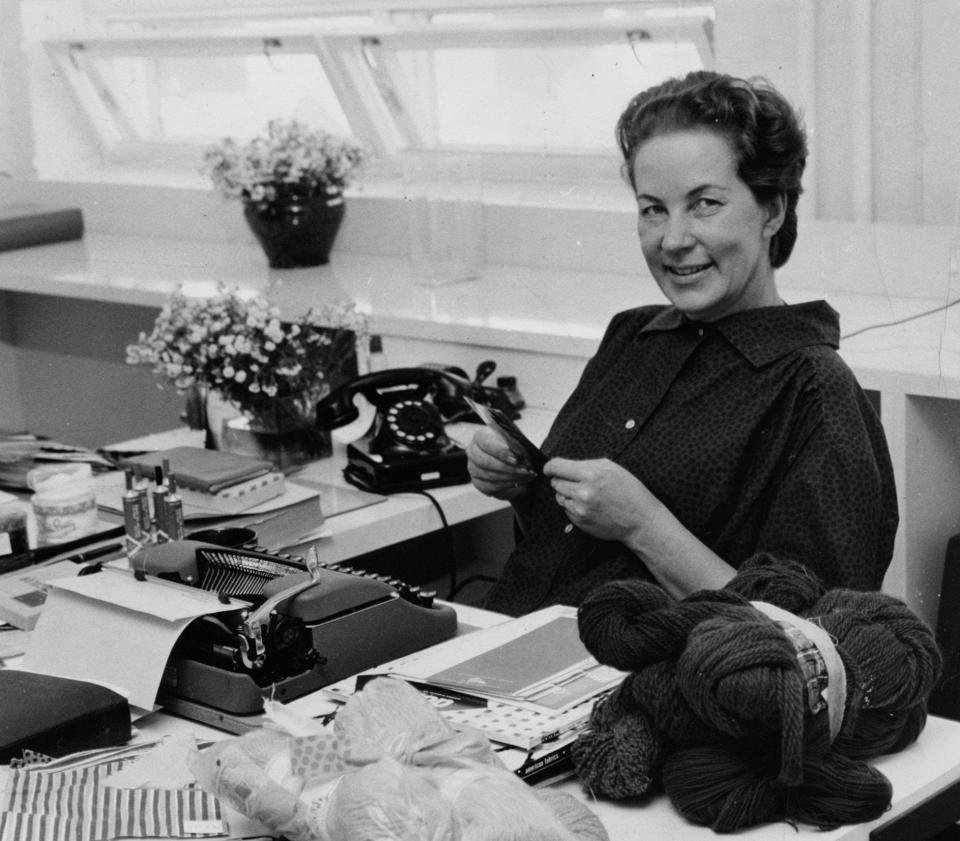
Armi Ratia nel 1959

Marimekko fu fondata nel 1951 da Viljo e Armi Ratia. Maija Isola è stata tra i più noti designer che hanno collaborato con la ditta.

## Grafico Marimekko

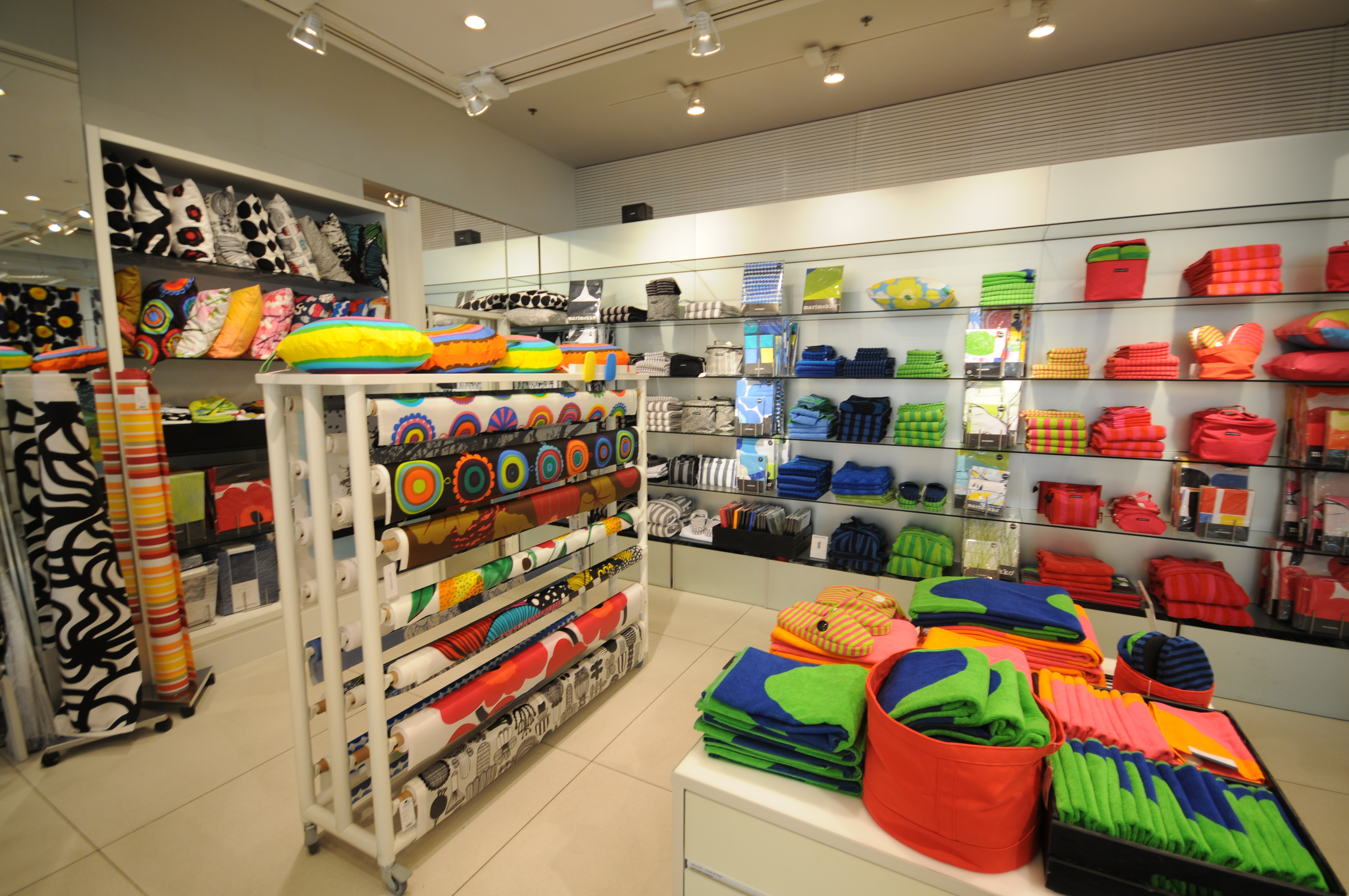
Prodotti Marimekko

Il nome Marimekko è stato adottato nel settore industriale del management e imprenditoriale per riferirsi ai grafici a barre dove tutte le barre hanno la stessa altezza e non ci sono spazi tra di esse, ed inoltre ogni barra è divisa in segmenti di ampiezza differente.
La progettazione del grafico codifica 2 variabili (come la percentuale delle vendite e la percentuale di mercato), ma è criticato per rendere difficile la percezione e la comparazione dei dati. Il grafico è simile al treemap.